# Motor Sigma de Ford

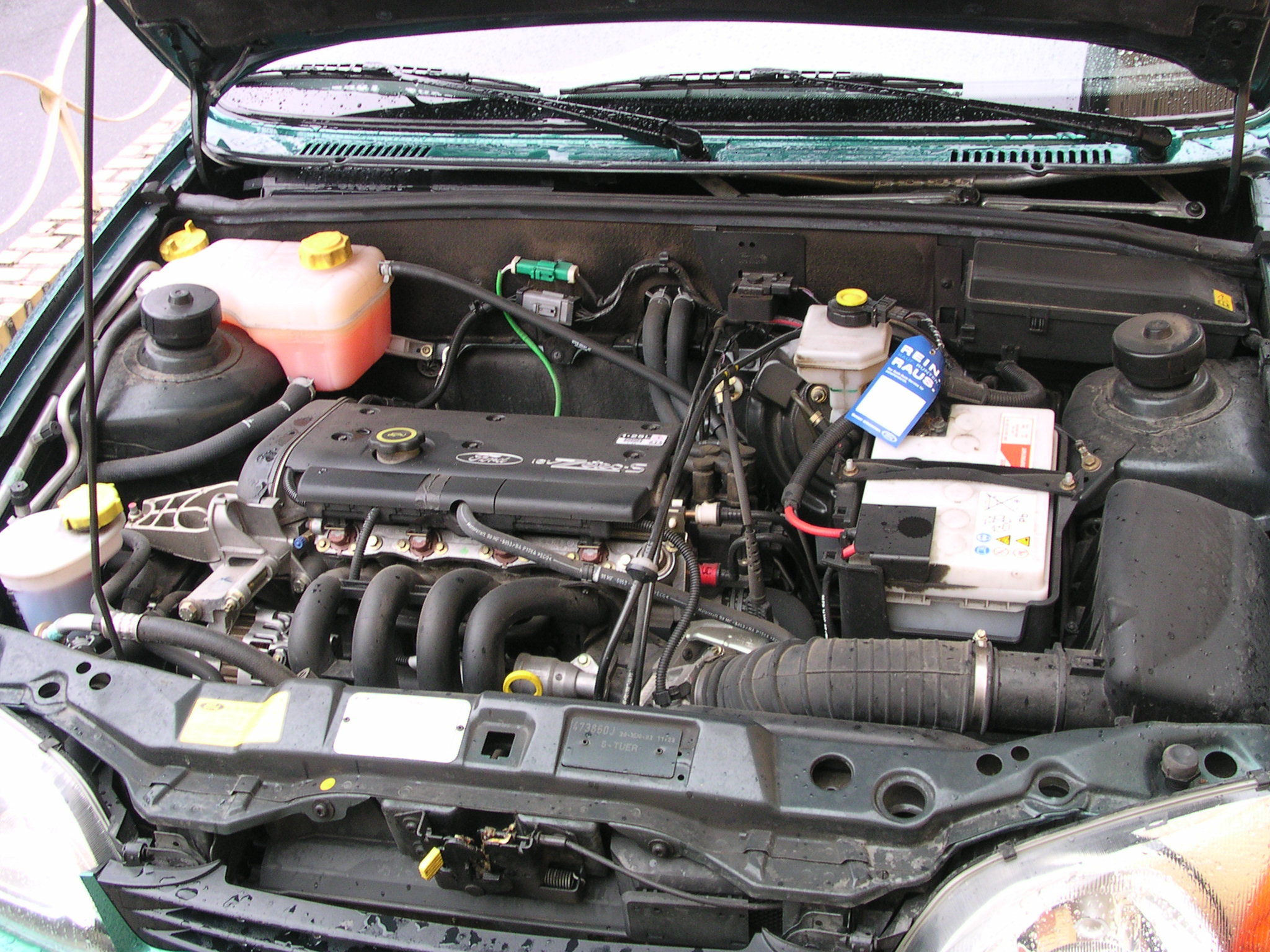
Motor Sigma Zetec-SE en un Ford Fiesta del 2001

Els motors Sigma de Ford Motor Company és una família de motors de 4 cilindres venuts per Ford sota el nom de Zetec-SE i MZI per Mazda.
El Sigma substitueix als CVH i HCS; la seva fabricació va començar a partir del 1995 i actualment se'n segueixen fabricant. Igual que el SHO V6 i el SHO V8, el Sigma va ser dissenyat amb l'ajut de Yamaha.
Tot i anomenar-se "Sigma Zetec-SE", no comparteixen disseny o parts amb el Zeta Zetec, a part del nom és clar; això ha dut a certes confusions, car el compartir el nom "Zetec" pot dur a la conclusió de què es tracta de la mateixa família de motors. En l'actualitat, els motors Sigma es venen sota el nom de Duratec. Mazda va vendre els Sigma sota el nom de MZI.

## Zetec-SE
Els primers motors van aparèixer el 1995 en la quarta generació del Ford Fiesta, que era idèntica al Mazda 121.
El rang de motors fabricats sota el nom de Signa va anar del 1.25 L, 1.4 L, 1.6 L i 1.7 L.
Amb l'entrada de la segona generació del Ford Focus tots els motors Sigma van canviar el non a Duratec.

## Zetec RoCam
L'any 2000 Ford Motor Company de Brasil va crear una versió més econòmica dels Zetec-SE, per competir amb els antics motors AP de Volskwagen. L'estructura 
base era de tipus SOHC de 2 vàlvules per cilindre, en comptes dels tipus DOHC de 4 vàlvules per cilindre, i el cos d'acer, en comptes d'alumini. Tot i aquesta reducció de costos, els motors van tenir una major torsió gràcies a la RoCam (Rollerfinger Camshaft).
L'avantatge d'aquests nous Zetec-RoCam va ser una reducció de la seva mida respecte dels anteriors Zetec-SE. Això va permetre, per exemple, substituir l'antic Endura-E del Ford Ka.
El motor a més tenia un nou sistema (patentat) per la fabricació de la culata (cylinder head) d'alumini, sistema on s'obtenia una culata de major qualitat, a part de resultar més econòmic que l'emprat en els motors fabricats a Regne Unit i Espanya.
El 2003 els motors Zetec-RoCam es presenten a Europa sota el nom de Duratec 8v.

## 1.0
Aquest motor 1.0 L (999 cc) RoCam té un diàmetre (bore) de 68,68 mm i la carrera (stroke) és de 67,4 mm, amb una relació de compressió de 9.8:1. Existeix una versió d'aquest mateix motor que pot funcionar tant en gasolina com en alcohol, llavors la relació de compressió és de 12.8:1.
Vehicles que equipen aquest motor:
- Ford Ka (Brasil)
- Ford Fiesta (Brasil, pot usar alcohol)

El 2002 es presenta una versió amb turbocompressor d'aquest motor que desenvolupa 95 cv.
Vehicles que equipen aquest motor:
- Ford Fiesta (Brasil)
- Ford Ecosport (Brasil)

## 1.25
El motor 1.25 L (1242 cc) és el primer Sigma Zetec-SE que va fabricar-se. Té un diàmetre (bore) de 71,9 mm i la carrera (stroke) és de 76,5 mm, amb una relació de compressió de 10.0:1.
Vehicles que equipen aquest motor:
- Ford Fiesta (1995-)
- Mazda 121 (1995-)
- Mazda2

## 1.3
L'anterior 1.3 (1299 cc) era el motor Endura-E i tenia un diàmetre (bore) de 73,96 mm i la carrera (stroke) és de 75,48 mm i una relació de compressió de 9.5:1.
A partir del 2003 s'ofereix la nova versió Zetec-RoCam del motor 1.3 (1297 cc) a Europa, però aquests motors procedixen de la fàbrica de Sud-àfrica. Té un diàmetre (bore) de 73,95 mm i la carrera (stroke) és de 75,48 mm i una relació de compressió de 10.2:1.
Vehicles que equipen aquest motor:
- Ford Fiesta (2003-)
- Ford Ka (2003-)

## 1.4
El motor 1.4 L (1388 cc) té un diàmetre (bore) de 76 mm i la carrera (stroke) és de 76,5 mm, amb una relació de compressió de 10.3:1.
Vehicles que equipen aquest motor:
- Ford Fiesta (1995-)
- Ford Focus (1998-)

## 1.6
El motor 1.6 L (1596 cc) té un diàmetre (bore) de 79 mm i la carrera (stroke) és de 81,4 mm i una relació de compressió de 11.0:1.
Vehicles que equipen aquest motor:
- Ford Fiesta (1999-) (Europa)
- Ford Focus (1998-) (Europa)
- Ford Fusion (Europeu)

La versió Zetec-RoCam del motor 1.6L serà venuda a partir del 2003, es ven a Europa com a Duratec 8v. Té un diàmetre (bore) de 82,07 mm i la carrera (stroke) és de 75,50 mm i una relació de compressió de 9.5:1.
Vehicles que equipen el nou Zetec-RoCam (1598 cc):
- Ford StretKa, Ford SportKa i Ford Ka
- Ford Fiesta (Brasil)
- Ford Ecosport (Brasil)
- Ford Focus (Brasil)

## 1.6 Flex
A l'octubre del 2004 es presenta una versió del motor 1.6L Zetec-RoCam capaç de funcionar amb gasolina i alcohol, mesclat en qualsevol proporció. Aquesta versió usava les "Compound High Turbulence chambers", usades en els motors CHT de Ford. La relació de compressió d'aquest motor és alta: 12.3:1.
Vehicles que equipen aquest motor:
- Ford Fiesta Sedan
- Ford Fiesta
- Ford Focus (Suècia, funcionava amb E85)
- Ford Ecosport

## 1.6 Ti-VCT
Amb l'entrada de la segona generació del Ford Focus, per substituir al motor 1.8L, se presenta una versió del motor 1.6 L amb distribució variable VVT anomenada Ti-VCT (Twin Independent Variable Camshaft) de 115 cv. Vehicles que equipen aquest motor:
- Ford Focus
- Ford Focus C-MAX

## 1.7
El motor 1.7 L (1679 cc) té un diàmetre (bore) de 80 mm i la carrera (stroke) és de 83,5 mm i una relació de compressió de 10.3:1. Vehicles que equipen aquest motor:
- Ford Puma